# Festival international du film de Thessalonique 1996
Le Festival international du film de Thessalonique 1996 fut la 37e édition du Festival international du film de Thessalonique. Elle se tint du 8 au 17 novembre 1996.

## Palmarès
- Brothers in Trouble de Udayan Prasad : Alexandre d'or
- Des choses que je ne t'ai jamais dites de Isabel Coixet : Alexandre d'argent
- Tso Tsi Tsang (Ah - chung) : meilleur réalisateur
- Citizen Ruth (Alexander Payne et Jim Taylor) et Pour rire (Lucas Belvaux) : meilleur scénario ex æquo
- Lili Taylor (Des choses que je ne t'ai jamais dites) : meilleure actrice
- Jean-Pierre Léaud (Pour rire) : meilleur acteur
- Méfie-toi de l'eau qui dort de Jacques Deschamps : prix artistique et prix FIPRESCI